# Volta Grande
Volta Grande is een gemeente in de Braziliaanse deelstaat Minas Gerais. De gemeente telt 5.402 inwoners (schatting 2009).

## Aangrenzende gemeenten
De gemeente grenst aan Além Paraíba, Estrela Dalva, Leopoldina en Carmo (RJ).